# 쓰쿠바촌
쓰쿠바촌(筑波村)은 도치기현의 남서부 아시카가군에 속했던 촌이다.

## 역사
- 1889년 4월 1일 - 정촌제 시행에 의해 야나다군 쓰쿠바촌이 성립하였다.
- 1896년 4월 1일 - 군 통합에 의해 아시카가군 쓰쿠바촌이 되었다.
- 1955년 3월 31일 - 미쿠리야정, 구노촌, 야나다촌과 합병해 미쿠리야정이 되었다.
- 1962년 10월 1일 - 사카니시정이 미쿠리야정과 함께 아시카가시에 편입되었다.